# Hộ chiếu Nansen

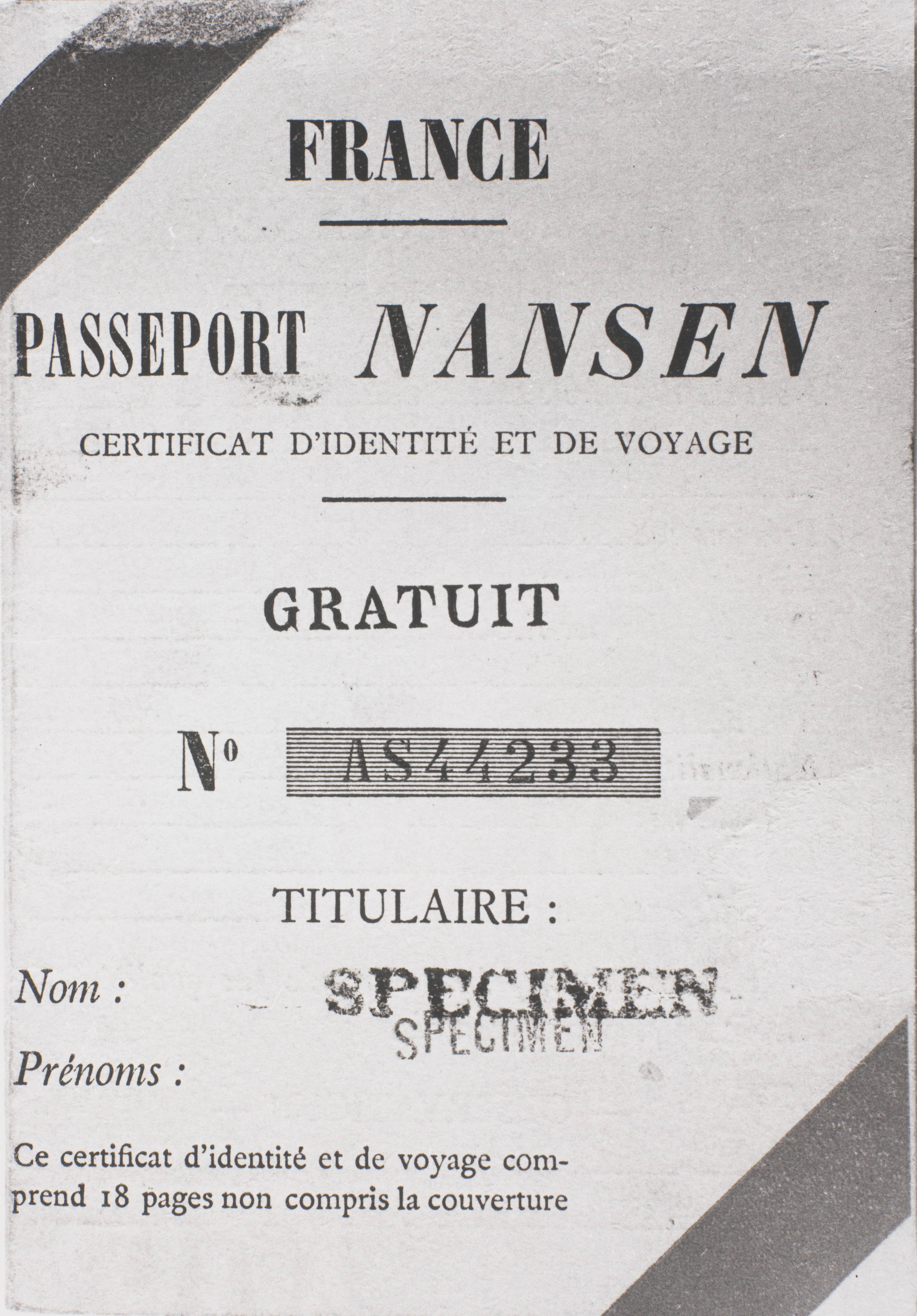
Bìa của hộ chiếu Nansen

Hộ chiếu Nansen là giấy chứng minh được chấp nhận toàn thế giới, ban đầu do Hội Quốc Liên phát hành cho những người tị nạn không quốc tịch.
Được Fridtjof Nansen thiết kế năm 1922, kể từ năm 1942 nó được nhận tại 52 quốc gia và là giấy tờ du hành đầu tiên cho người tị nạn. Khoảng 450.000 hộ chiếu Nansen đã được phát hành, giúp hàng trăm ngàn người vô quốc gia nhập cư vào nước nhận là công dân. Văn phòng Quốc tế Nansen về Người tị nạn đoạt giải Nobel về Hòa bình năm 1938 vì cố gắng thành lập hệ thống hộ chiếu Nansen.
Hộ chiếu Nansen được phát triển sau cuộc Cách mạng Nga 1917, khi 1,4 triệu người Nga rời khỏi khỏi nước này vì không đồng ý với tư tưởng của chính phủ cộng sản. Trong đó hàng trăm ngàn người không bao giờ trở lại Nga. Hệ thống hộ chiếu này tỏ ra rất thành công, một trong ít thành công của Hội Quốc Liên.
Hộ chiếu Nansen hiện nay không còn được phát hành nữa, các tổ chức quốc tế hiện thời, như Liên hiệp quốc cũng phát hành các giấy tờ cho những người tị nạn vô quốc gia. Các giấy tờ này bao gồm: chứng minh thư (hay hộ chiếu nước ngoài), giấy tờ du hành (hay "giấy tờ du hành tị nạn") và giấy thông hành (Laissez-Passer).